# Lost Isles
Lost Isles es el primer álbum de estudio de la banda británica Oceans Ate Alaska. Fue lanzado por Fearless Records el 24 de febrero de 2015.

## Lista de canciones
| N.º   | Título                | Duración |  |
| 1.    | «Fourthirtytwo»       | 1:30     |  |
| 2.    | «Blood Brothers»      | 3:34     |  |
| 3.    | «High Horse»          | 2:46     |  |
| 4.    | «Vultures and Sharks» | 3:31     |  |
| 5.    | «Downsides»           | 3:38     |  |
| 6.    | «Floorboards»         | 3:55     |  |
| 7.    | «Linger»              | 4:10     |  |
| 8.    | «Equinox (Interlude)» | 1:31     |  |
| 9.    | «Part of Something»   | 3:03     |  |
| 10.   | «Over the Edge»       | 2:59     |  |
| 11.   | «Entity»              | 3:35     |  |
| 12.   | «Lost Isles»          | 3:35     |  |
| 13.   | «Mirage»              | 6:13     |  |
| 48:09 |                       |          |  |

## Miembros
Oceans Ate Alaska
- James Harrison - voz
- Adam Zytkiewicz - guitarra
- James Kennedy - guitarra
- Mike Stanton - bajo
- Chris Turner - batería